# Església de Sant Pau (la Selva del Camp)
L'Església de Sant Pau és un monument protegit com a bé cultural d'interès local del municipi de la Selva del Camp (Baix Camp).

## Descripció
Construcció d'estil gòtic tardà que actualment es troba abandonat, amb l'interior en ruïnes, sense cobertes i façana en mal estat de conservació. Església o capella d'una nau àmplia, de planta rectangular, antigament amb coberta de fusta a dues vessants, damunt perpanys de pedra. Carreus als angles exteriors de la façana que reforcen l'obra de paredat. Té un campanar d'espadanya centrat sobre la façana. La porta és d'arc de mig punt amb falses dovelles i damunt d'ella hi ha fornícula buida i un òcul.

## Història
L'actual edifici fou bastit probablement a les darreries del segle xiv, o els inicis del XV, en el lloc d'una capella preexistent. En un document del 1233 es parla del "camí públic que passa als costats de les parets de l'ermita vella i que va cap a la riera". La primera notícia la primera notícia documentada de l'església de Sant Pau és el permís atorgat pel paborde de Tarragona a l'ermità Fra Ponç d'Amer, per a bastir-la, el 28 de setembre de 1286. En aquesta donació se li concedeixen "les mateixes parets velles dels ermitans". El 1936 va desaparèixer l'antiga imatge de Sant pau, de pedra, que hi havia a la fornícula de la façana. A les parets que resten de l'edificació actual hom pot veure aprofitats diversos carreus, possiblement de l'església o ermita vella.